# Distrito de Huanuhuanu
El distrito de Huanuhuanu es uno de los trece distritos de la Provincia de Caravelí, ubicada en el Departamento de Arequipa, bajo la administración del Gobierno regional de Arequipa, en el sur del Perú. 
Desde el punto de vista jerárquico de la Iglesia católica forma parte de la Prelatura de Caravelí en la Arquidiócesis de Arequipa.

## Historia
El distrito fue creado mediante Ley del 2 de enero de 1857, en el gobierno del Presidente  Ramón Castilla.

## Geografía
A una altitud de 100 m s. n. m., ubicada a no más de 30 km del distrito de Chala, a dos horas vía trocha en el Departamento de Arequipa.
En la actualidad el distrito de Huanuhuanu tiene como sede central el pequeño valle de Tocota, donde ejerce su jurisdicción, cabe resaltar que la población dominante se encuentra a 5 km denominada comunidad de Mollehuaca restablecida el año 1986 por 4 mineros que en la actualidad ya no radican , esta pequeña comunidad que en sus inicios fuera un anexo, recientemente ha sido reconocida por el gobierno regional de Arequipa; entre su población podemos ver que está integrada en su mayoría por migrantes cusqueños y puneños. Una de las principales actividades económicas de la población es la explotación del oro ya que es una zona exclusivamente minera.

## Autoridades

### Municipales
- 2023 - 2026:
  - Alcalde: Tomas Chancolla Chata
- 2019 - 2022:
  - Alcalde: Walter Nicanor Huamani Bautista
- 2015-2018:
  - Alcalde: Fredy Benavente Arangure
  - Gerente Municipal: Luis Ccorahua
- 2011-2014[2]
  - Alcalde: Francisco Gonzales Montenegro, del Movimiento Alianza por Arequipa (AxA).
  - Regidores: Walter Nicanor Huamaní Bautista (AxA), Diómedes Velarmino Neyra Sihue (AxA)Domingo Gutiérrez Charca (AxA), Graviela Tintaya Rojas (AxA), Wilbert Fernando Meneses Vilca (Fuerza 2011).
- 2007-2010
  - Alcalde: Moisés Santiago De la Cruz Rosalino.
  - Otros.

### Religiosas
- Obispo Prelado: Mons. Juan Carlos Vera Plasencia, MSC.
- Párroco: Presb. Joselito E. López Osorio (Parroquia San Jacinto de Chala).[3]

## Festividades
- Las cruces.
- San Juan.
- Niño Jesús de Praga.
- Virgen del Carmen.